# Olejarstwo
Olejarstwo – działalność związana z uzyskiwaniem i przerobem olejów roślinnych, jak też olejów i tłuszczów zwierzęcych.
Produkcja olejów odbywa się w olejarniach. Osoba zajmująca się tym to olejarz.
Główną metodą otrzymywania olejów jest tłoczenie.

## Olejarstwo w Polsce
Po II wojnie światowej nastąpił w Polsce rozwój produkcji rzepaku. Olejarstwo zostało przekształcone z rzemiosła w przemysł olejarski. Powstały jednostki badawcze: Instytut Przemysłu Tłuszczowego i Instytut Chemii Przemysłowej.
Publikacje na temat olejarstwa zamieszczane są m.in. w kwartalniku „Tłuszcze Jadalne”, „Roczniku Przemysłu Mięsnego i Tłuszczowego” oraz w „Przemyśle Spożywczym”.